# El-Áhlí FC (Szaúd-Arábia)
Az en-Nádí el-Áhlí es-Szaúdí Football Club (arabul: النادي الأهلي السعودي) szaúd-arábiai labdarúgócsapat Dzsiddában, ami az első osztályban szerepel. 1937-ben alapították és annak ellenére, hogy az ország labdarúgásának egyik legsikeresebb csapata, a 2022–2023-as szezonban a másodosztályban játszottak.
A csapat háromszoros bajnok, rekordnak számító tizenhárom Király Kupát, hat Koronaherceg Kupát és egy szuperkupát nyert meg. Nemzetközi porondon szintén rekordnak számító három GCC-bajnokok ligája és egy arab-bajnokok ligája van. 1978-ban az első szaúd-arábiai csapat lettek, akik a bajnokságot és a kupát is megnyerték egy szezonban és ezt azóta 2016-ban is megismételték.
Az el-Áhlí egyike volt a Pro League négy alapítójának és a 2021–2022-es szezonig egyszer se estek ki az első osztályból. A másik három az el-Hilál, az el-Áttihád és az en-Naszr. Az el-Áhlí érte el a leghosszabb veretlenségi sorozatot a liga történetében, ami 51 mérkőzésig tartott, 2014 és 2016 között.
Hazai mérkőzéseiket az Abdulláh Király Sportváros Stadionban játsszák, amit megosztanak a városi rivális el-Áttiháddal és, ami a második legnagyobb stadion Szaúd-Arábiában, 63 ezer fős befogadóképességgel.

## Sikerlista
- Pro League
  - Bajnok (3): 1977–78, 1983–84, 2015–16
  - Ezüstérmes (9): 1989–90, 1995–96, 1998–99, 1999–2000, 2002–03, 2011–12, 2014–15, 2016–17, 2017–18

- First Division League
  - Feljutó (1): 2022–23

- Király Kupa
  - Győztes (13): 1962, 1965, 1969, 1970, 1971, 1973, 1977, 1978, 1979, 1983, 2011, 2012, 2016
  - Döntős (5): 1974, 1976, 1984, 2014, 2017

- Koronaherceg Kupa
  - Győztes (6): 1956–57, 1969–70, 1997–98, 2002–03, 2006–07, 2014–15
  - Döntős (7): 1957–58, 1973–74, 2002–03, 2003–04, 2005–06, 2009–10, 2015–16

- Szaúdi Szuperkupa
  - Győztes (1): 2016

- Föderációs Kupa
  - Győztes (3): 2001, 2002, 2007
  - Döntős (4): 1976, 1989, 1991, 1997

- AFC-bajnokok ligája
  - Döntős (2): 1985–86, 2012

## Szponzorok
| Időszak   | Mezgyártó      | Főszponzor     |
| --------- | -------------- | -------------- |
| 1998–2000 | Shammel        | Nincs          |
| 2000–2001 | Adidas         | Nincs          |
| 2001–2002 | Le Coq Sportif | Nincs          |
| 2002–2003 | Diadora        | SADAFCO        |
| 2003–2006 | Le Coq Sportif | SADAFCO        |
| 2006–2008 | Umbro          | Szaúdi Telecom |
| 2008–2009 | Umbro          | STC            |
| 2009–2012 | Adidas         | STC            |
| 2012–2014 | Umbro          | STC            |
| 2014–2015 | Umbro          | Qatar Airways  |
| 2015–2017 | Puma           | Qatar Airways  |
| 2017–2019 | Umbro          | Saudia         |
| 2019–2020 | S-Team         | Saudia         |
| 2020–2023 | Xtep           | Saudia         |
| 2023–     | Adidas         |                |